# Kemend vára
Koordináták: é. sz. 46° 53′ 46″, k. h. 16° 57′ 40″46.896136°N 16.961061°E

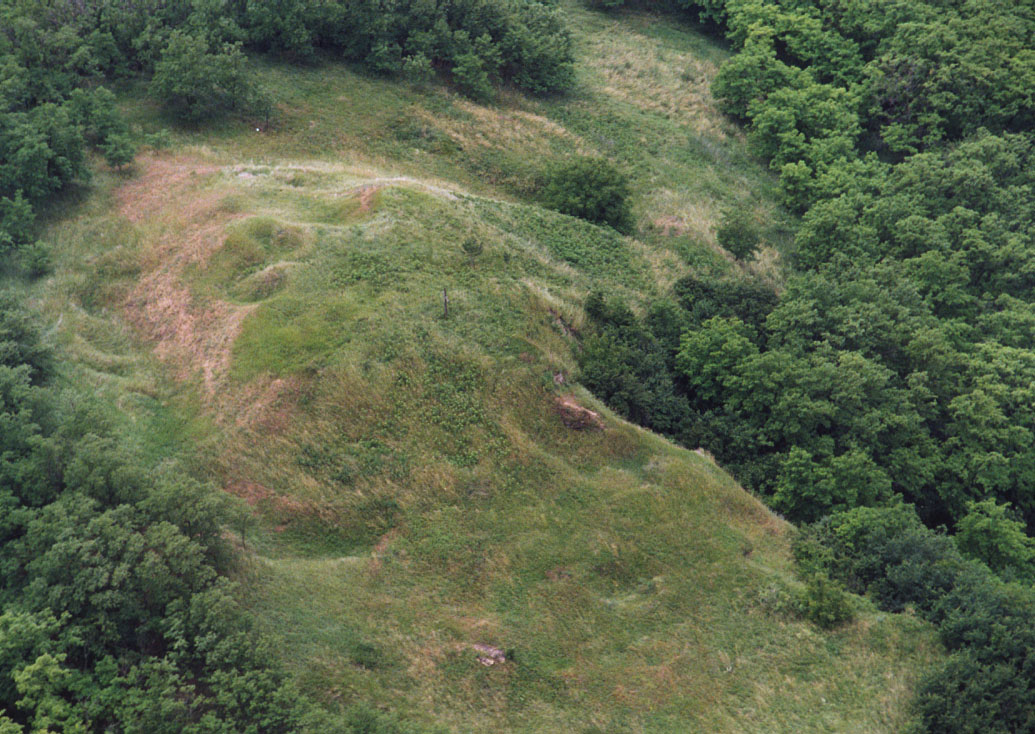
Kemendollár-Kemendi vár

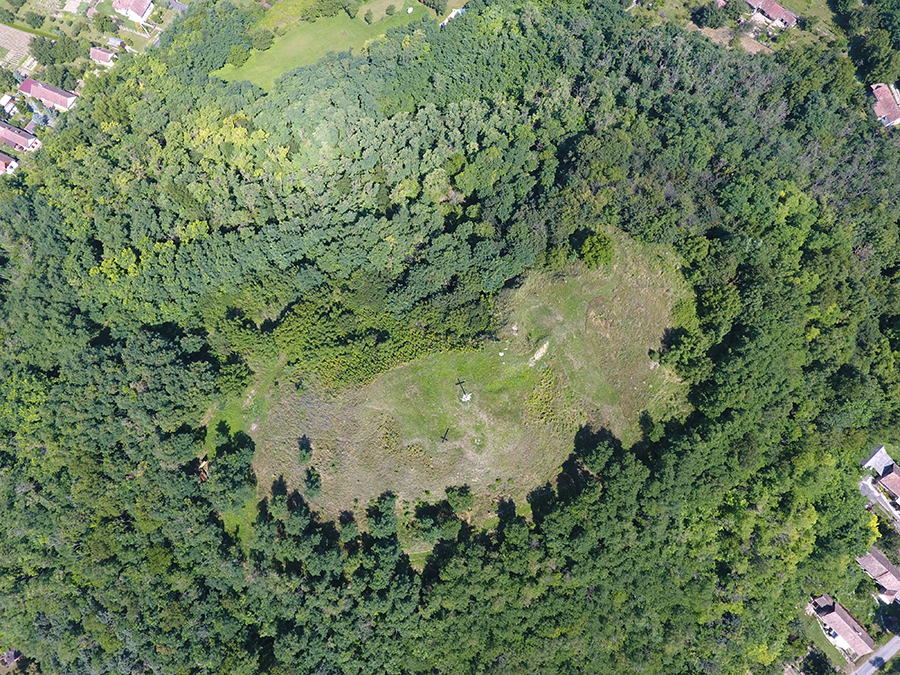
Kemendollár - Kemendi vár légi fotón

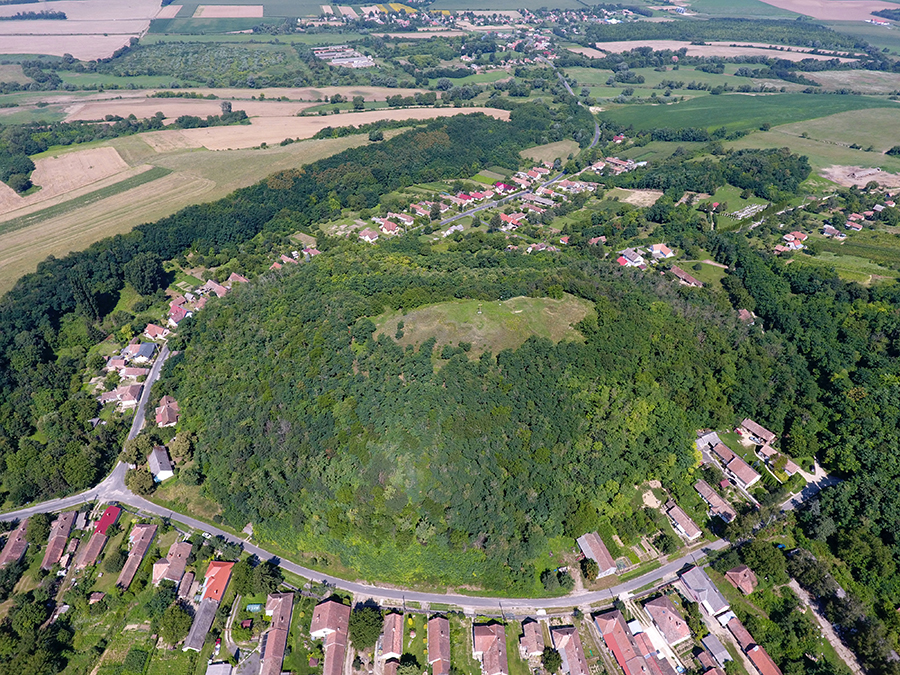
Kemendollár - Kemendi vár légi felvétel

A mai Kemendollár község területén található Kemend vára 1370-ben volt először említve az oklevelekben Castrum Kemend néven.
A várat a Németújváriak kapták Károly Róbert királytól cserébe a Léka váráért, és az övék volt még 1374-ben, Nagy Lajos király idején is.
1403-ban mint a hűtlen Németújváriak birtokát királyi adományul Zsigmond királytól gersei Pető János és Tamás kapták, akik a német katonákkal megrakott Kemend várát körülzárással és az "ellene épített várkastélyból megvívták".
1423-ban a Gersei Petők új adományként kapták meg a várat Albert királytól. Az Albert király halálát követő zavaros időkben Luxemburgi Erzsébet királyné és Cillei Ulrik emberei foglalták el a várat. 1440-ben Cillei azonban – I. Ulászló király fogságából kiszabadulva – kötelezte magát a vár visszaadására. 1441-ben ludbregi Kakas János és testvére Rechnitzer István tartottak jogot a várhoz, melyet szerintük a gersei Petők kezéből elfoglaltak. Az övék volt még 1492-ben is.
1403-ban és 1404-ben Kemend várához tartoztak a következő települések is: Olaszfalu, Estvánd (vámmal), Henye (vámmal), Gyékényes és Pozva Zala vármegyéből, Olaszka, Kalocsa és Kovácsi Vas vármegyéből.

## Szépirodalmi feldolgozás
A vár történetéről Császár Ferenc elbeszélő költeményt írt.